# Короли (Архангельская область)
Короли — деревня в Холмогорском районе Архангельской области.

## География
Находится в центральной части Архангельской области на расстоянии приблизительно 2 км на запад по прямой от села Емецк на левом берегу реки Ваймуга.

## История
В 1859 году здесь (тогда деревня Холмогорского уезда Архангельской губернии) было учтено 5 дворов, в 1905 — 5. До 2022 года входила в Емецкое сельское поселение до его упразднения.

## Население
Численность населения: 32 человека (1859 год), 36 (1905), 4 (русские 100 %) в 2002 году, 1 в 2010.